# (38791) 2000 RU46
2000 RU46 (asteroide 38791) é um asteroide da cintura principal. Possui uma excentricidade de 0.21427350 e uma inclinação de 2.28269º.
Este asteroide foi descoberto no dia 3 de setembro de 2000 por LINEAR em Socorro.